# Sociotop
En sociotop är en avgränsad plats som har en viss sammansättning av bruksvärden och betydelser. En sociotop kan beskrivas som en plats (grekiska: topos) för kollektiv samvaro samt dess användning och mening i en specifik kultur eller grupp av människor (latin: socio). Jämför med begreppen biotop och sonotop.
En sociotop kan finnas i den fysiska världen (geografi) eller i den virtuella världen (cyberspace). Den skapas av de användargrupper på den specifika platsen och den kan vara mer eller mindre lokal (eller global). Sociotopbegreppet relaterar till urbansociologen Manuel Castells begrepp för "platsrummet" och hur detta är kopplat till "flödesrummet". Exempel: Times Square i New York är en global sociotop som används för möten, trafik och shopping. Tegnérlunden (liten park) i Stockholm är en lokal sociotop som används för rekreation, samvaro och som lekplats för barn. Undersökningar av sociotoper tar utgångspunkt från sociologiska, etnologiska och/eller antropologiska undersökningar.
Det är oklart vem som först definierade och använde begreppet men det används i huvudsak inom antropologi, sociologi, landskapsarkitektur och även etnologi och arkitektur. Den svenska socialantropologen Lars Dencik använde begreppet 1989 för att beskriva barns sociala nätverk. Den tyska historiker Hasso Spode under år 1994 och den tyska antropologen Elisabeth Katching-Fasch under år 1998 använder begreppet för att beskriva "staden som "sociotop" av multikulturella livsstilar". Den tyska landskapsarkitekten Werner Nohl har använt begreppet under 1990-talet för att beskriva olika stadstypers sociala sammansättning. Begreppet har under 2000-talet fått en omfattande användning inom svensk stadsplanering. Den första[källa behövs] sociotopkartan gjordes år 2000  av landskapsarkitekt Alexander Ståhle vid Stockholms stadsbyggnadskontor. Kartan, som bygger på enkätundersökningar, intervjuer, och fältobservationer, visar hur Stockholms stads offentliga platser och grönområden används och upplevs av stadens invånare, samt om de är lokala eller regionala. Kartan är ett underlag för stadens övergripande planering och byggande.